# Gro Dahle
Gro Dahle (ur. 15 maja 1962 w Oslo) norweska poetka i pisarka. Aktualnie mieszka i pracuje na wyspie Tjøme.
Urodziła się w Oslo. Studiowała psychologię i filologię angielską. Uczęszczała też na kurs pisania.  Zadebiutowała w 1987 roku tomikiem poetyckim Audiens. Od tego czasu napisała ponad 30 książek. Eksperymentowała z różnymi gatunkami literackimi, jest między innymi autorką serii książek dla dzieci stworzonej we współpracy ze swoim mężem, Sveinem Nyhusem, ilustratorem i pisarzem. Ma trójkę dzieci. 
Kilkakrotnie była nagradzana za swoją twórczość. W 2002 otrzymała Nagrodę Brage'a za książkę dla dzieci Snill, a rok później przyznawaną przez norweskie ministerstwo kultury Nagrodę za Najlepszą Książkę dla Dzieci za Sinna Mann, w której porusza temat przemocy w rodzinie.
Gro Dahle pisze stylem prostym, obrazowym, jej teksty są pełne wyobraźni. Zajmuje się głównie tematyką relacji międzyludzkich, problemów psychologicznych. Dahle wykłada na uniwersytetach w Norwegii i Szwecji.

## Publikacje w języku polskim (książki)
- 2010: Grzeczna (Snill, 2002)
- 2010: Włosy mamy (Håret til mamma, 2007)
- 2013: Zły Pan (Sinna Mann, 2003)
- 2015: "Wojna"